# Philipp Stölzl
Philipp Stölzl (Monaco di Baviera, 1967) è un regista, sceneggiatore, scenografo e costumista tedesco.

## Biografia
Figlio dello storico e politico Christoph Stölzl, Philipp si è formato come scenografo e costumista al Münchner Kammerspielen dove si è diplomato nel 1988. Dopo aver lavorato a livello teatrale, ha cominciato a lavorare per il cinema nel 1996.  Ha esordito come regista nel 1998 con il video musicale della canzone dei Rammstein Du riechst so gut. In seguito ha diretto videoclip per artisti come Mick Jagger, Marius Müller-Westernhagen, Anastacia e Madonna ed ha diretto diversi spot pubblicitari.
Il suo primo film da regista è stato Baby del 2002. Ha talvolta collaborato alle sceneggiature dei suoi film. Stölzl è anche attivo come regista teatrale e d'opera.

## Filmografia

### Cinema
- Baby (2002)
- North Face - Una storia vera (North Face) (2008)
- Young Goethe in love (2010)
- Goethe! (2010)
- The Expatriate - In fuga dal nemico (2012)
- The Physician (2013)
- Il re degli scacchi (2021)